# Arena COS Torwar
Trung tâm thể thao trung tâm Torwar (trước đây gọi là Hala Torwar, thường được gọi là Arena COS Torwar) là một nhà thi đấu trong nhà ở Warsaw, Ba Lan. Nó mở cửa vào năm 1953 và có 4.824 người trên khán đài, với tối đa 1.480 chỗ ngồi có sẵn để thêm vào khu vực sàn.
Nó nằm liền kề với Sân vận động Legia và chủ yếu được sử dụng cho các buổi hòa nhạc phổ biến, khúc côn cầu trên băng và các môn thể thao trong nhà khác, và nó là sân nhà của đội khúc côn cầu UHKS Mazowsze.
Torwar Hall đã tổ chức trận chung kết Cup Saporta năm 2001, trong đó Maroussi BC đã đánh bại Elan Sportif Chalonnais. Vào ngày 22 tháng 1, 28 tháng 1 năm 2007, Hội trường đã tổ chức Giải vô địch trượt băng nghệ thuật châu Âu 2007 và đấu trường đã tổ chức một vòng đấu sơ bộ của EuroBasket 2009. Nó cũng đã tổ chức một số sự kiện võ thuật hỗn hợp Konfrontacja Sztuk Walki (KSW).
OneRepublic đã biểu diễn tại địa điểm này vào ngày 2 tháng 11 năm 2014 trong tour lưu diễn châu Âu của Tour lưu diễn bản địa của họ. Evaneshood đã biểu diễn ở đó vào ngày 20 tháng 6 năm 2017 trong Tour lưu diễn châu Âu của họ. Rapper Macklemore biểu diễn tại đây vào ngày 26 tháng 4 năm 2018 trong Chuyến lưu diễn Song Tử của anh ấy.